# Teresa Mas Llach
Teresa Mas Llach (Barcelona, segle xviii - 1790) fou una impressora catalana.
Són molt poques les dades biogràfiques que ens han arribat de Teresa Mas, viuda de l'impressor Joan Nadal. Quan morí el seu marit, el 1787, els llibres sortits del seu obrador ho feren amb el peu d'impremta «por Teresa Nadal, vda.». Qui en realitat dirigia el negoci, però, era el seu gendre, Joan Serra, vidu d'Ignàsia, filla de Joan i Teresa. Teresa, però, sobrevisqué l'espòs només tres anys. Després d'alguns desacords familiars, el taller continuà de la mà d'un net dels fundadors, Joan Serra i Nadal.
La temàtica del llibres publicats en aquest taller correspon a l'habitual de l'època, és a dir, hi ha un predomini gairebé absolut del llibre religiós, trencat per l'edició de la Historia de los trabajos de Persiles y Segismunda de Miguel de Cervantes Saavedra (1768) i per un llibre del jurista i doctor en Teologia, Ponç Cabanac i Malart (Barcelona, s. XVIII), Satisfacción a las preguntas del padre de familia deseoso de evitar los pleytos que suelen seguirse de algunas dudas sobre el heredamiento del testamento en favor de los hijos (1788). Només a la ciutat de Barcelona al llarg del segle xviii trobem altres noms de dones impressores: Maria Martí, Maria Àngela Martí, Teresa Pou i Eulàlia Massià i la nostra biografiada, Teresa Mas Llach.